# Swing Time
Swing Time (En alas de la danza en España, Ritmo loco en Hispanoamérica) es una película musical norteamericana de 1936 dirigida por George Stevens y protagonizada por Fred Astaire y Ginger Rogers. Con música de Jerome Kern y letras de Dorothy Fields.
En 2004, la película fue considerada «cultural, histórica y estéticamente significativa» por la Biblioteca del Congreso de Estados Unidos y seleccionada para su preservación en el National Film Registry.

## Argumento
'Lucky' Garnett (Fred Astaire) es un bailarín jugador que intenta ahorrar suficiente dinero para casarse con la chica a la que pretende (Betty Furness); sin embargo, al llegar tarde a la boda, la familia de la novia le exige que consiga 25.000 dólares en Nueva York para volver a pretenderla. Pero para cuando ha conseguido ahorrar el dinero, él y Penny Carroll (Ginger Rogers), una profesora de danza, están locamente enamorados el uno del otro.

## Comentario
Todo un delirio de música, coreografía, dirección artística y enredo amoroso a mayor gloria de la pareja formada por Fred Astaire y Ginger Rogers y del impetuoso sonido de swing que caracterizó la época de las big bands en plena depresión económica y social, dirigido con mano maestra por un cineasta como George Stevens, más acostumbrado a narraciones mesuradas y pese a todo grandilocuentes. Sin embargo, la vitalidad de sus protagonistas y los continuos recovecos de un guion que se desarrolla en sucesión alocada de aventuras dentro y fuera de la pista de baile hacen de esta película una de las mejores y más sólidos ejemplos del gran musical americano de los treinta, que tanta trascendencia tuvo para futuras generaciones de cineastas. Como elemento principal de la comedia destacan las continuas referencias a pasadas experiencias amorosas de sus protagonistas y su influencia, a menudo nefasta, en su actual aventura sentimental.

## Reparto
- Fred Astaire es John "Lucky" Garnett.
- Ginger Rogers es Penelope "Penny" Carroll.
- Victor Moore es Edwin "Pop" Cardetti.
- Eric Blore es Mr. Gordon
- Helen Broderick es Mabel Anderson.
- Betty Furness es Margaret Watson.
- Georges Metaxa es Ricardo Romero.
- Landers Stevens es el juez Watson.

## Números musicales
- Pick Yourself Up
- The Way You Look Tonight
- Waltz in Swing Time
- A Fine Romance
- Bojangles of Harlem
- Never Gonna Dance
- Dueto final.

## Premios
- Oscar a la mejor canción en 1937 por "The Way You Look Tonight" Jerome Kern (compositor), Dorothy Fields (letra).
- Nominación al Oscar en 1937 a la mejor coreografía a Hermes Pan por "Bojangles of Harlem".

- Datos: Q1191081
- Multimedia: Swing Time / Q1191081